# Ami Chessex
Ami Chessex, né le 5 mars 1840 à Territet, et mort à Montreux le 24 avril 1917, est un homme politique, entrepreneur industriel et promoteur hôtelier suisse, actif dans la région de Montreux et les Préalpes vaudoises.

## Biographie
Autodidacte engagé sur la scène publique, politique et économique, Ami Chessex est fils de l’hôtelier Jean-François-Théodore Chessex, propriétaire de l’Hôtel des Alpes à Territet. Il épouse en 1873 Rosine Emery, sœur d’Alexandre Emery, autre hôtelier montreusien de premier plan, constructeur notamment du Montreux Palace. Il reprend en 1884 les affaires de son père et les augmente considérablement.
Ami Chessex commence par développer le petit établissement qu’exploitait son père à Territet, auberge dite Chasseur des Alpes, pour en faire un établissement de meilleure catégorie qui prend dès 1855 le nom d’Hôtel des Alpes. Cette structure (entièrement reconstruite en 1904), offrira progressivement de nombreuses options supplémentaires à la clientèle touristique étrangère qui commence à affluer à Territet. Dès 1887, avec l’architecte Louis Maillard, il entreprend la construction du Grand Hôtel de Territet, lui aussi constamment développé jusqu’en 1911.
Promoteur visionnaire, Chessex participe à la création de la station climatérique de Leysin en 1890. Il est l'un des fondateurs puis administrateur des chemins de fer Territet-Glion (1881), Glion-Naye et Aigle-Leysin (1892). En 1895, il crée, avec d’autres, la Société des Forces motrices de la Grande-Eau, et en 1903 fonde la Société romande d'électricité qu'il dirige jusqu'à sa mort. Administrateur d'hôtels (Viktoria à Interlaken, Trois-Couronnes à Vevey), de Peter-Cailler-Kohler, des Ateliers de constructions mécaniques de Vevey, de la Banque de Montreux.

## Engagement politique et social
Grade de lieutenant à l’armée. Dès 1862, soit dès l’âge de 22 ans, il siège durant cinquante ans au Conseil communal des Planches (Montreux) (président en 1894), et il fonde en 1869 la Société d’embellissement, dont il devient président. Député au Grand Conseil de 1889 à 1898. Dès 1893, président de la Confrérie des Écharpes blanches de Montreux.